# Ноам Бауманн
Ноам Бауманн (нім. Noam Baumann, нар. 10 квітня 1996) — швейцарський футболіст, воротар клубу «Лугано».

## Клубна кар'єра
Народився 10 квітня 1996 року. Вихованець юнацьких команд футбольних клубів «Люцерн», «Цуг-94» та «Віль». У дорослому футболі дебютував 2016 року виступами за команду клубу «Віль», в якій провів два сезони, взявши участь у 19 матчах другого дивізіону чемпіонату Швейцарії.
Влітку 2018 року Бауманн перейшов у «Лугано», де став основним воротарем і дебютував у Суперлізі 22 липня 2018 року в грі проти «Сьйона» (2:1). Станом на 26 травня 2019 року відіграв за команду з Лугано 24 матчі в національному чемпіонаті.

## Виступи за збірну
2017 року зіграв один матч у складі молодіжної збірної Швейцарії, в якому пропустив 4 голи.

## Титули і досягнення
- Володар Кубка Швейцарії (1):

«Лугано»: 2021-22